# 伊氏蛇鯔
伊氏蛇鯔，為輻鰭魚綱仙女魚目合齒魚亞目合齒魚科的其中一種，分布於中西太平洋的暹羅灣海域，體長可達12公分，為底棲性魚類，生活在沙泥底質海域，屬肉食性，生活習性不明，可做為食用魚。